# مردگان متحرک: فصل دوم
مردگان متحرک: فصل دوم (به انگلیسی: The Walking Dead: Season Two) یک بازی رایانه‌ای است که در سبک ماجراجویی گرافیکی توسط تل‌تیل گیمز ساخته و منتشر شده‌است. این بازی در سال ۲۰۱۳ با موتور ابزار تل‌تیل مخصوص شرکت سازنده ساخته شده‌است. کار آهنگ‌سازی این بازی نیز بر عهدهٔ جارد امرسون-جانسون بوده‌است. فصل سوم این بازی با نام مردگان متحرک: مرز جدید در سال ۲۰۱۶ منتشر شد.
این بازی شامل پنج قسمت است که اولین قسمتش در دسامبر ۲۰۱۳ منتشر شده‌است. در حال حاضر این بازی بر روی ایکس‌باکس ۳۶۰، ویندوز، پلی‌استیشن ۳، اواس ده، آی‌اواس و پلی‌استیشن ویتا ساخته شده‌است. تصمیمات فصل اول و ۴۰۰ روز، روی فصل دوم تأثیر دارد. شخصیت کلمنتاین، شخصیت اصلی بازی است.

## خلاصه داستان
هشدار: لو رفتن خط داستان

### قسمت اول
چند ماه پس از وقایع فصل اول و مرگ لی ، کلمنتاین  به همراه امید  و کریستا  برای یافتن یک مکان امن از ساوانا   خارج میشوند. هنگام استراحت در نزدیکی یک سرویس بهداشتی حادثه ای رخ داده و امید به قتل میرسد و داستان بازی به شانزده ماه بعد کشیده میشود. جایی که کلمنتاین و کریستا در مورد مکانی به نام ولینگتون  در ایالت اوهایو  گفتگو میکنند. به نظر میرسد یک جامعه بزرگ در ولینگتون وجود دارد که میتواند امنیت آنها را تضمین کند. درست همین موقع گروهی از راهزنان به گروه حمله کرده و پس از تعقیب و گریز کلمنتاین درون یک رودخانه افتاده و کریستا مفقود میشود. روز بعد کلمنتاین در کنار ساحل رودخانه بیدار میشود و برای یافتن یک سرپناه وارد جنگل میشود ولی یک سگ دست او را به سختی گاز گرفته و بعد از کشتن سگ، مورد حمله واکرها  (زامبی ها) قرار میگیرد. دو نفر به نام های لوک  و پیت  از راه رسیده و کلمنتاین را نجات میدهند و او را با خود به یک خانه میبرند، جایی که یک گروه هفت نفره شامل یک دکتر اسپانیایی به نام کارلوس و دخترش سارا ، زنی باردار به نام ربکا  و شوهرش آلوین  و جوانی به نام نیک  زندگی میکنند. گروه از ترس اینکه مبادا واکرها دست کلمنتاین را گزیده باشند (اگر زامبی دست کسی را گاز بگیرد آن شخص هم به زامبی تبدیل میشود) او را در یک الونک حبس میکنند. بعد از این که کلمنتاین برای یافتن مقداری دارو مخفیانه وارد خانه آنها میشود، گروه به این نتیجه میرسد که بهتر است او را وارد جمع خود کنند، لوک و نیک بابت رفتارشان از کلمنتاین عذر خواهی میکنند. صبح روز بعد پیت، نیک و کلمنتاین برای ماهیگیری به سمت رودخانه حرکت میکنند ولی در آنجا متوجه اجسادی میشوند که در کنار رودخانه رها شده اند، پیت حدس میزند که شخصی به نام کارور  مسبب این ماجرا است. بعد از این اتفاق، واکرها از راه رسیده و به این سه نفر حمله میکنند و یکی از واکرها پای پیت را گاز میگیرد. اینجا دو انتخاب وجود دارد کمک به پیت یا کمک به نیک، بعد از این انتخاب قسمت اول به پایان میرسد. 

### قسمت دوم
بسته به انتخاب های قسمت قبل، این قسمت میتواند دو شروع مختلف داشته باشد. در هر صورت پیت کشته میشود و کلمنتاین بدون نیک به خانه برمیگردد تا حوادث پیش آمده را به گروه اطلاع دهد. هنگامی که گروه متوجه اتفاقات میشود برای یافتن پیت و نیک از خانه بیرون میرود و کارلوس از کلمنتاین میخواهد که مراقب سارا باشد. زمانی که این دو نفر درون خانه منتظر بازگشت گروه هستند یک غریبه وارد شده و سوالات زیادی از کلمنتاین میپرسد و در نهایت بیرون میرود. بعد از بازگشت گروه از جستجو، معلوم میشود که این فرد ویلیام کارور بوده و همان کسی است که این هفت نفر از دست او فرار کرده اند و مخفی شده اند. کارور ریاست یک گروه بزرگ از بازمانده ها را برعهده دارد. گروه با وجود کارور دیگر نمی‌تواند آنجا اقامت کند برای همین آنها به سمت شمال سفر میکنند. هنگام عبور از روی پل، نیک از روی اشتباه مردی به نام متیو  را هدف قرار داده و میکشد. بعد از مرگ متیو، گروه حرکت خود را به سمت پیست اسکی ادامه میدهد و در نهایت به آنجا میرسد. در کمال تعجب کلمنتاین متوجه زنده بودن کنی  میشود. کنی هم به همان اندازه از دیدن دوباره کلمنتاین متعجب است. ظاهراً در طول این مدت کنی با زنی به نام ساریتا  ازدواج کرده و با معلمی به نام والتر  زندگی میکند. به نظر میرسد با رسیدن به این مکان امنیت آنها تضمین شده است، ولی لوک این نکته را میفهمد که والتر و متیو دوستان نزدیک بوده اند و والتر متوجه اتفاقات روی پل شده و فهمیده که نیک به متیو شلیک کرده است. صدای توربین بادی تعداد زیادی از واکرها را به سمت گروه جذب میکند. بسته به انتخابات شما ممکن است نیک در حین مبارزه با واکرها کشته شود. درست در همین لحظه کارور و افرادش از راه رسیده و تمام گروه را دستگیر میکنند. کنی حاضر به تسلیم شدن نیست برای همین کارور، والتر را به قتل میرساند. بسته به انتخابات شما ممکن است آلوین هم بدست کارور کشته شود. در نهایت همه ی افراد باقیمانده به جز لوک که فرار کرده، به کمپ کارور منتقل میشوند.

### قسمت سوم
کارور و افرادش تمام اعضای گروه را به یک کارخانه سخت افزار که در حال حاضر محل زندگی جمعی از بازمانده ها و همچنین محل ریاست کارور است برمیگردانند. کنی معتقد است که آنها باید هرچه زودتر از کارخانه فرار کنند ولی دیگر اعضای گروه این کار را بسیار خطرناک و خودکشی میدانند در هر صورت خودروی حامل آنها به کارخانه میرسد. درون کمپ کلمنتاین با افراد جدیدی به نام جین ، مایک ، بانیو رجی آشنا میشود. رجی به کنی میگوید که راهی برای فرار وجود ندارد و همه باید در همین مکان زندگی کنند. کنی از کلمنتاین میخواهد که تمام راه های خروج از کمپ را بررسی کند و به دنبال راه فرار باشد. روز بعد کلمنتاین با بانی دوست میشود و از او یک کاپشن دریافت میکند. هنگامی که کلمنتاین و سارا برای انجام کار اجباری به گلخانه میروند، رجی از آنها میخواهد که کار خود را درست انجام دهند ولی سارا قادر به انجام درست کار خود نیست و کارور که فکر میکند رجی مقصر این بی دقتی است، او را میکشد. هنگامی که کلمنتاین برای کمک به کنی و مایک به طبقه پایین میرود متوجه میشود که لوک درون کمپ مخفی شده را و قصد نجات آنها را دارد. لوک به کلمنتاین اطلاع میدهد که یک گله بزرگ از واکرها به سمت کمپ حرکت کرده اند و همچنین میخواهد که او یک واکی تاکی برایش بیاورد تا حرکات سربازان و واکر ها را به گروه گزارش دهد. کلمنتاین این موضوع را به گروه اطلاع میدهد و بعد دو واکی تاکی را از انبار میدزدد. صبح روز بعد هنگامی که کلمنتاین به ملاقات لوک میرود معلوم میشود که کارور نقشه آنها را فهمیده و برای همین شروع به ضرب و شتم کنی میکند. ضربات کارور چشم کنی را کور میکند و اسیب شدیدی به مغز او میزند. رفتار کارور باعث میشود که بانی به آنها کمک کند. کلمنتاین مخفیانه وارد دفتر کارور شده و بلندگوها را فعال میکند (اگر آلوین نجات داده شود در این لحظه به قتل میرسد)  و گله واکرها را به سمت کمپ میکشاند. بعد از این کنی به شکل فجیعی کارور را به قتل رسانده و گروه خود را به دل و روده واکرها آلوده کرده و از میان آنها فرار میکنند. کارلوس در طول این راه کشته شده و ساریتا گاز گرفته میشود و سارا فرار میکند. در پایان دو انتخاب وجود دارد، دست ساریتا را برای جلوگیری از واکر شدن قطع کنید یا این کار را انجام ندهید.

### قسمت چهارم
گروه با سختی بسیار از میان گله زامبی ها فرار کرده و به سمت محل قرار میروند. لوک و نیک (اگر زنده باشد) برای یافتن سارا مسیر خود را جدا میکنند و کلمنتاین و جین و ربکا هم به آرامی از میان گله حرکت کرده و پیش بقیه گروه میروند. صرف نظر از انتخاب های شما، ساریتا جان خود را از دست داده و کنی شروع به فریاد زدن بر سر کلمنتاین میکند و او را مقصر مرگ ساریتا میداند. بعد از حرف زدن با کنی، کلمنتاین و جین برای یافتن سارا و لوک و نیک جستجو را آغاز میکنند. نیک به واکر تبدیل شده و کلمنتاین مجبور به کشتن او میشود. سارا بعد از مرگ پدرش ضربه روحی سختی دیده و قادر به حرکت نیست. دو انتخاب وجود دارد رها کردن سارا یا آوردن او با گروه، بعد از این انتخاب آنها به سمت بقیه گروه حرکت کرده و کلمنتاین مجدداً با کنی صحبت کرده و او را آرام میکند و بعد از او میخواهد که به ربکا کمک کند. جین یک مکان امن برای زایمان ربکا پیدا کرده و مشغول پاکسازی آن میشود. در همین زمان یک پسر روسی به نام آروو  با کیفی از دارو از راه رسیده و شما میتوانید داروها را بدزدید یا کیف را به او پس دهید. با نزدیک شدن زمان زایمان واکرها به گروه نزدیک میشوند. برای در امان ماندن از آنها کلمنتاین و مایک مسیرهای ورودی را تخریب میکنند و در حین این کار سارا کشته میشود. سرانجام بچه ی ربکا متولد شده و جین گروه را ترک میکند. با اصرار کنی گروه به حرکت ادامه داده ولی در تله ی افراد آروو می افتند. ربکا از شدت خستگی می میرد و به واکر تبدیل میشود. با شلیک به ربکا تیراندازی شروع شده و قسمت به پایان میرسد.

### قسمت پنجم
بعد از نبردی که رخ میدهد تمام اعضای گروه آروو کشته میشوند و جین به گروه برمیگردد. کنی آروو را مقصر این اتفاق میداند و اصرار میکند که باید او کشته شود ولی آروو به آنها اطمینان میدهد که یک خانه امن میشناسد که پر از غذا است. سرانجام باقی گروه به سمت خانه آروو حرکت میکنند و کنی در طول راه نام کودک ربکا را آلوین جونیور میگذارد. در نهایت بقیه افراد به یک رودخانه یخ زده رسیده و مجبور هستند از آن عبور کنند. در هنگام عبور، لوک و بانی (بر اساس انتخاب) کشته میشوند. کنی با عصبانیت شروع به ضرب و شتم آروو میکند. رفتار وحشیانه کنی باعث ترس و وحشت گروه شده و آنها را نسبت به وی بی اعتماد میکند. کنی اصرار دارد که آنها باید به ولینگتون بروند ولی بقیه اعضا قصد برگشت به جنوب را دارند. شبانه مایک و آروو و بانی (اگر زنده باشد) تمام غذاهای گروه را غارت کرده و آروو به کلمنتاین تیر میزند. بعد از این یک صحنه کوتاه از فصل اول نمایش داده شده و مکالمه ای میان لی و کلمنتاین صورت میگیرد. بعد از این کلمنتاین درون ماشین کنی به هوش آمده و شاهد جر و بحث میان کنی و جین است. دعوای آنها باعث تصادف ماشین شده و جین به همراه ای جی فرار میکند. کلمنتاین خود را به کنی رسانده و بعد جین از راه رسیده و به آنها میگوید که ای جی کشته شده است. کنی و جین با هم گلاویز شده و چیزی نمانده تا جین کشته شود. در این زمان مهم ترین انتخاب بازی فرا میرسد: شلیک به کنی یا اجازه دادن به کنی برای کشتن جین
شلیک به کنی: اگر به کنی شلیک کنید، کنی کشته میشود و بعد معلوم میشود که جین در مورد مرگ ای جی دروغ گفته است. دو انتخاب دیگر شکل میگیرد بخشیدن جین یا ترک کردن او، اگر تصمیم به ترک جین را بگیرید کلمنتاین و ای جی به تنهایی مسیر خود را ادامه میدهند در غیر این صورت آنها به کمپ کارور بازگشته و با یک خانواده دیگر ملاقات میکنند
مرگ جین: اگر کاری نکنید کنی، جین را میکشد و بعد از معلوم شدن زنده بودن ای جی دو انتخاب دارید ماندن با کنی یا ترک وی، اگر با وی همراه شوید سرانجام به ولینگتون میرسید ولی مقامات آنجا حاضر به پذیرش کنی نیستند. دو انتخاب دیگر شکل میگیرد ماندن با کنی یا ترک وی و رفتن به ولینگتون، در هر صورت بازی به پایان میرسد.
فصل دوم مردگان متحرک پنج پایان مختلف دارد که تصمیم های شما در طول بازی هیچ تاثیری بر روی آن ندارد.

## گیم‌پلی
همانند فصل قبل، مرده راه‌رونده: فصل دوم یک بازی در سبک ماجراجویی گرافیکی سوم شخص است که شخصیت اصلی بازی کلمنتاین است و بازیکنان او را در بازی کنترل و هدایت می‌کنند. بازیکنان باید در طی بازی، در مکان‌های مختلفی اقدام به جستجو در ماشین‌ها، قفسه‌ها و چیزهای دیگر برای پیدا کردن چیزی بکنند. انتخاب‌های بازیکنان نیز مانند فصل قبل از اهمیت ویژه‌ای برخورددار است.
قسمت‌های بعد بازی تحت تأثیر انتخاب‌های بازیکنان و اقداماتشان قرار می‌گیرد؛ به عنوان مثال شخصیت‌هایی که بازیکنان انتخاب نمی‌کنند تا نجات داده شوند در صحنه‌های بعد از آن دیگر نشان داده نمی‌شوند. فصل دوم شامل انتخاب‌های بازیکنان در فصل اول و دی‌ال‌سی:۴۰۰ روز، و از طریق فایل بازی ذخیره‌شده بازی قبل، برای تأثیرگذاری در داستان و حوادث این قسمت نیاز است.

## گسترش
پس از استقبال فراوان از فصل اول بازی، تل‌تیل گیمز اعلام کرد که می‌خواهد این بازی را تا پنج فصل دیگر ادامه دهد و تا چندی دیگر فصل دوم بازی را منتشر می‌کند. پس از ساخت و انتشار کامل بازی مردگان متحرک: فصل اول، در سال ۲۰۱۳ تل‌تیل گیمز ایده جدیدی را ارائه داد. او بیان کرد که 
 ما در حال ساخت فصل دوم از سری بازی‌های مردگان متحرک هستیم. این بازی یکی از بازی‌های بزرگ‌سال خواهد بود. در حال حاضر، ما در حال ساخت داستان بازی هستیم. 
 تل‌تیل هم چنین اعلام کرد که شخصیت اصلی بازی، کلمنتاین است که در فصل اول بازی حضور داشت. این فصل از بازی در ۵ قسمت است، که اولین قسمت آن در سال ۲۰۱۴ منتشر می‌شود. تل‌تیل گیمز دربارهٔ روند بازی اعلام کرده‌است که تصمیمات فصل اول و ۴۰۰ روز بر روی این فصل تأثیر بسزایی دارد و همچنین این نسخه از بازی نیز براساس کاب مردگان متحرک به نویسندگی رابرت کرکمن که خود آن کتاب برنده جوایز متعددی شده ساخته شده‌است. سرانجام در تاریخ ۱۷ دسامبر ۲۰۱۳ قسمت اول از بازی مردگان متحرک: فصل دوم منتشر شد. داستان بازی که شخصیت اصلی آن کلمنتاین است، برعکس فصل اول بازی که کلمنتاین برای زنده ماندن توسط لی محافظت می‌شد، در این فصل بدون وجود لی باید از خودش دربرابر خطرات محافظت کند.

## فصل‌های بازی
| شم. کلی | شم. در فصل | عنوان                 | کارگردان               | نویسنده               | Original release date |
| ------- | ---------- | --------------------- | ---------------------- | --------------------- | --------------------- |
| 7       | 1          | «تمام آنچه که می‌ماند» | دنیس لنارت             | نیک برکن اندرو گرانت  | 17 دسامبر 2013        |
| 8       | 2          | «تفرقه به خانه»       | اریک پارسونز           | نیک برکن              | 4 مارس 2014           |
| 9       | 3          | «در معرض خطر»         | گراهام رز              | پیر شورت              | 13 مه 2014            |
| 10      | 4          | «در میان خرابه»       | جیسون لاتینو           | جی تی پتی اریک استیرپ | 22 ژوئیه 2014         |
| 11      | 5          | «بدون بازگشت به عقب»  | شان آینسورث دنیس لنارت | نیک برکن پیر شورت     | 26 آگوست 2014         |

## واژه‌نامه
1. ↑  Lee
2. ↑  Clementine
3. ↑  Omid
4. ↑  Christa
5. ↑  Savanah
6. ↑  Wellington
7. ↑  Ohio
8. ↑  Walkers
9. ↑  Luke
10. ↑  Pete
11. ↑  Sarah
12. ↑  Rebecca
13. ↑  Alvin
14. ↑  Nick
15. ↑  Carver
16. ↑  Matthew
17. ↑  Kenny
18. ↑  Sarita
19. ↑  Walter
20. ↑  Jane
21. ↑  Mike
22. ↑  Bonnie
23. ↑  Reggie
24. ↑  Arvo